# Bugatti Tourbillon
Bugatti Tourbillon — гибридный спортивный автомобиль со среднемоторной компоновкой, представленный французской компанией Bugatti 20 июня 2024 года в онлайн-трансляции. Выпуск намечен на 2026 год. По состоянию на 2024 год всего будет выпущено 250 экземпляров.
Название Tourbillon автомобиль получил в честь турбийона — балансировочной конструкции, которая применяется в различных механических часах. Цена составляет 3,8 миллиона евро или 4,1 миллиона долларов США.

## Описание
Компания Bugatti утверждает, что Tourbillon имеет совершенно новый дизайн и никак не связан с предшественником — Bugatti Chiron. Но в соответствии с родословной бренда Bugatti у него есть многие ключевые элементы дизайна, в том числе подковообразная решётка радиатора, центральный выступ, С-образные боковые линии кузова и двухцветная окраска кузова.
Один из заявленных источников «вдохновения» — механические часы. Также в автомобиле применяется полностью аналоговая центральная консоль, управляемая механическими шестернями и спроектированная так, чтобы выглядеть как часовой механизм, в то время как стрелки спидометра и тахометра были расположены так, чтобы напоминать часовую и минутную стрелки. В «скелетонизированном» механическом дизайне механизмы компонентов сделаны видимыми как часть дизайна.
Рулевое колесо имеет неподвижную центральную ступицу, где вращается только внешний обод, что позволяет комбинации приборов всегда оставаться видимой. Информационно-развлекательная система с сенсорным экраном убирается на приборную панель, когда не используется. Центральная консоль изготовлена из обработанного алюминия и хрусталя, в то время как комбинация приборов в стиле часов швейцарской часовой компании Concepto изготовлена из титана.

## Технические характеристики
Tourbillon приводится в движение атмосферным двигателем V16 объёмом 8,4 л (8355 см3), разработанным компанией Cosworth. Он имеет диаметр цилиндра и ход поршня 92 мм × 78,55 мм и сочетается в паре с тремя электродвигателями, два из которых размещены на передней оси, а один — на задней. Мощность ДВС составляет 735 кВт (986 л. с.), а крутящий момент ДВС — 900 Н·м. Суммарная мощность электродвигателей составляет 588 кВт (789 л. с.), что в совокупности составляет 1324 кВт (1775 л. с.). Двигатель V16 имеет поперечную конструкцию кривошипа, угол наклона 90 градусов и систему смазки с сухим картером. В общей сложности масса двигателя составляет 252 кг. Восьмиступенчатая трансмиссия с двумя сцеплениями установлена продольно в задней части двигателя (в отличие от Chiron, где трансмиссия была расположена в передней части двигателя). 24-рязрядный аккумулятор ёмкостью 8 кВт·ч установлен перед двигателем в центральном туннеле, что обеспечивает запас хода на электрической тяге около 60 км (37 миль).
Подвеска, разработанная подразделением Divergent Technologies компании Czinger на 3D-принтере с помощью искусственного интеллекта, представляет собой многорычажную конструкцию из кованого алюминия, которая, по словам Bugatti, на 45 % легче, чем система подвески Chiron.
Шасси Tourbillon изготовлено из углеродного композита T800, передняя и задняя рамы имеют скобы с 3D-печатью, а аккумулятор встроен в монокок для экономии веса. Он также оснащён диффузором, предназначенным для того, чтобы служить частью амортизационной конструкции вместо задней амортизационной балки, что является ещё одной мерой экономии веса.

## Производительность
Tourbillon разгоняется до 100 км/ч за 2 секунды, до 200 км/ч менее, чем за 5 секунд, до 300 км/ч за 10 секунд, а до 400 км/ч за 25 секунд. Максимальная скорость составляет 445 км/ч.  Предполагаемая максимальная скорость составляет 445 км/ч с использованием клавиши переключения скоростей и ограничена до 380 км/ч без использования клавиши переключения скоростей.